# Eriosyce heinrichiana
Eriosyce heinrichiana ist eine Pflanzenart in der Gattung Eriosyce aus der Familie der Kakteengewächse (Cactaceae). Das Artepitheton heinrichiana ehrt den deutschen Kakteenliebhaber Walter Heinrich.

## Beschreibung
Eriosyce heinrichiana wächst mit einem kugeligen oder auch verlängerten Pflanzenkörper, der bräunlich bis schwärzlich grün gefärbt ist und einen Durchmesser von 4 bis 10 Zentimeter erreicht. Die Pflanzen bilden eine große Pfahlwurzel aus, welche sich am Übergang zum Pflanzenkörper halsartig verschmälert. Die 14 bis 22 Rippen sind in Höcker gegliedert. Die geraden bis gebogenen Dornen sind steif und nadelig, manchmal fehlen sie auch. Sie werden in 1 bis 4 Mitteldornen, welche 0,3 bis 1,5 Zentimeter lang werden, und in 6 bis 10 Randdornen von bis zu 1,2 Zentimeter Länge unterschieden. Die trichterigen Blüten erscheinen nur an den jungen Areolen und sind cremegelb bis rötlich gefärbt. Sie sind 3 bis 5 Zentimeter lang und breit. Das Perikarpell und die Blütenröhre sind mit Wollbüscheln und Borsten bedeckt.
Die eiförmigen, dünnwandigen Früchte sind rot und fleischig. Sie werden bis 1,5 Zentimeter lang und öffnen sich an einer basalen Pore.

## Verbreitung, Systematik und Gefährdung
Eriosyce heinrichiana ist in Nord- bis Zentral-Chile küstennah und in den Hügel der Küstenkordillere verbreitet. Das Verbreitungsgebiet erstreckt sich von Huasco bis südlich des Rio Limarí.
Die Erstbeschreibung erfolgte 1942 als Horridocactus heinrichianus durch Curt Backeberg. Friedrich Ritter kombinierte die Art jedoch 1959 zu Pyrrhocactus heinrichianus um. Die im Jahr 1966 durch John Donald Donald und Gordon Douglas Rowley erfolgte Umsetzung als Varietät zu Neoporteria curvispina var. heinrichiana bezeichnet Ritter als reine Vermutung, da die Art im Habitus wesentlich von dem Taxon curvispinus abweicht. Ritter selbst gibt an, die Pflanze auf seinen ausgedehnten Exkursionen im Feld nie gefunden zu haben und vermutet eine Hybride, nach der Backeberg die Pflanze beschrieben hat. Dies ist insoweit schlüssig, als das Backeberg zur Erstbeschreibung nur eine einzige Pflanze vorlag. Ritter selbst nimmt in seinem Werk Kakteen in Südamerika, Band 3 Abstand von seiner Beschreibung aus dem Jahr 1959 und beschreibt die damalige Pflanze neu als Pyrrhocactus chaniarensis F.Ritter spec. nov. und begründet dies mit zahlreichen abweichenden Merkmalen zu Horridocactus heinrichianus. Der Artname chaniarensis gilt als ein Synonym für Eriosyce heinrichiana.
Eine weitere Umkombination erfolgte 1991 durch Roger M. Ferryman, indem er die Varietät in den Artrang (Neoporteria heinrichiana) erhob. 1994 erfolgte dann durch Fred Kattermann die Umkombination zu Eriosyce heinrichiana.
In der Roten Liste gefährdeter Arten der IUCN wird die Art als „Least Concern (LC)“, d. h. als nicht gefährdet geführt.

## Nachweise